# Jordan Meunier
Pour les articles homonymes, voir Meunier.
 (novembre 2020).
Il peut être nécessaire de l'améliorer pour respecter le principe de neutralité de point de vue. 

 (novembre 2020).
Jordan Meunier, né le 25 mars 1993, originaire de Villeneuve-sur-Yonne dans l'Yonne, est un freestyler football professionnel. Double champion de France en titre 2018 et 2019. Champion de France en équipe en 2020. 
Dans la catégorie artistique de la discipline, il obtient le titre de champion de France en 2020 et un titre de vice-champion du monde en 2016 avec son partenaire Clément Reubrecht.
Il fait partie de l'équipe Footstyle, composée de 7 freestylers, ce collectif réalise des shows dans le monde entier. 
Il a participé à l'émission La France a un incroyable talent en 2016, à la Boîte à secrets sur France 3 en 2020, a réalisé un show pour la cérémonie des trophées de la Liga devant Lionel Messi, Neymar et Zinédine Zidane entre autres. L'équipe partage et transmet sa passion à travers différents évènements culturels ou privés, ce qui l'amène à signer un partenariat d'une année avec l'équipementier PUMA en 2017.

## Biographie
C'est en 2010 à l'âge de 17 ans que Jordan découvre le freestyle football à travers les réseaux sociaux. Il s'entraîne passionnément avec pour objectif d'être le meilleur dans sa discipline. Il crée en 2012, une figure acrobatique originale qui révolutionnera sa discipline : Le Jordan Stall. Une figure qui consiste à équilibrer le ballon sur la semelle en marchant sur les mains. Jordan participe à ses premières compétitions nationales, il fait bonne figure et s'inscrit comme l'étoile montante du freestyle français, il remporte sa première compétition en 2012.
En 2013, une grave blessure au sternum l'éloigne des terrains pendant deux années. On ne le voit plus faire de compétitions, ni s'entraîner mais il a marqué la discipline par son style créatif et ses figures originales. Il continue ses études de STAPS à Dijon. Il obtient une licence en éducation et motricité. Jordan n'a pourtant pas abandonné son rêve d'être le meilleur. En parallèle des études, il se soigne et se démène pour optimiser au mieux sa rééducation. Son but, sortir de l'ombre et obtenir le titre de champion de France
En 2016, son retour est une réussite, il décroche un titre de vice-champion du monde dans la catégorie artistique de la discipline avec son partenaire Clément Reubrecht. Il rejoint l'équipe Footstyle, l'équipe la plus titrée au monde à ce jour. L'équipe se développe à travers les réseaux sociaux. Elle connait un fort succès sur YouTube ce qui les amène à signer un contrat d'un an avec l'équipementier PUMA. Jordan devient alors un athlète professionnel. Il vit enfin de sa passion: shows, stages, publicités, tournages...Il enchaîne sans oublier son rêve.
En 2017, il s'inscrit dans le top des meilleurs freestylers du Monde. Il représente la France dans les phases finales des deux catégories dominantes du Superball (la compétition technique des battles et la compétition artistique des shows).
En 2018, c'est la consécration lors des Red Bull Street Style France. Il remporte la finale des championnats de France décrochant son ticket pour les championnats du Monde en Pologne. Il accueille France 3 chez lui pour un reportage portrait. Il réitère l'année suivante en 2019, décrochant sa deuxième victoire consécutive pour les championnats du monde à Miami. Dans la foulée, il participe au tournage d'une publicité à Los Angeles pour Samsung. 
En 2020, Jordan remporte la coupe de France en catégorie artistique (numéro solo) et en équipe dans la catégorie technique. Il participe à l'émission la Boîte à secrets sur France 3. Sa célèbre figure se retrouve dans le jeu vidéo de football le plus populaire : FIFA 20.